# Pyttespröding
Pyttespröding (Psathyrella perpusilla) är en svampart som tillhör divisionen basidiesvampar, och som beskrevs av Kits van Wav. Pyttespröding ingår i släktet Psathyrella, och familjen Psathyrellaceae. Arten har ej påträffats i Sverige.